# マトヴェイ・ザハロフ
マトヴェイ・ヴァシリエヴィチ・ザハロフ （ロシア語：Матве́й Васи́льевич Заха́ров、1898年8月17日 - 1972年1月31日）は、ソビエト連邦の軍人。参謀本部軍事アカデミーにはザハロフの記念碑がある。

## 経歴
1898年8月17日にロシア帝国のトヴェリ県ヴォイロヴォに誕生した。マトヴェイが1歳の時に一家はサンクトペテルブルクに転居した。15歳の時に組立工見習いとして働く。1917年2月に赤衛隊に入隊し、冬宮占拠とペトログラードを襲撃したコサック部隊の撃退に参加した。同年12月に共産党に入党した。
1918年3月にペトログラードの砲兵指揮官課程に入校して同年11月に南部戦線第10軍に勤務し、砲兵中隊、後に大隊を指揮した。戦闘中負傷したが、戦列から離れなかった。1919年に高等参謀勤務学校で学び、卒業後は再び南方戦線に戻って師団砲兵補給科長、旅団作戦担当参謀長としてツァリツィン防衛に参加した。
1928年にM.V.フルンゼ名称軍事アカデミー、1937年7月に参謀本部軍事アカデミーを卒業した。その後は軍参謀長、レニングラード軍管区及びオデッサ軍管区の参謀長、労農赤軍参謀総長補佐官を歴任した。
1941年6月に始まった独ソ戦の時は北西方面、カリーニン、予備、ステップ、第2ウクライナ戦線の参謀長を歴任した。1945年7月にザバイカル戦線参謀長に就任し、関東軍の撃破に貢献した。
1945年10月に参謀本部軍事アカデミー校長となり、その後は副参謀総長、軍主任監察官を歴任した。1953年5月からレニングラード軍管区司令官、1957年11月から在ドイツソビエト軍集団総司令官となり、1959年5月にソ連邦元帥に昇進した。
1960年4月から1963年3月まで参謀総長・国防第一次官となり、1971年9月に国防省監察総監となった。ザハロフは一連の党会議代議員に選出され、1961年10月に党中央委員会委員、1954年3月に第4期以降の最高会議代議員となった。
1972年1月31日にモスクワにて、病気が悪化して73歳で死去した。ザハロフの遺骨は、赤の広場のクレムリンの壁墓所に埋葬された。